# Exillitteratur
Exillitteratur syftar på litteratur av författare som inte kan verka i hemlandet och därför lever i exil för att kunna verka fritt.
Ibland talas det om en författares "inre exil", som innebär att författaren stannat i hemlandet men inte tillåts eller inte vill publicera sina verk. Det finns ett flertal historiska exempel, inte minst de författare som under den tyska naziregimens existens istället för landsflykt eller politiskt motstånd valde att behålla sina ord för sig själva och inte skriva för offentligheten. Begreppet "inre exil", eller "inre emigration", har vidare använts för att studera författare som levt under svåra politiska omständigheter.

## Estnisk exillitteratur
I Sverige fanns det under åren 1950–1994 ett förlag i Lund, Eesti Kirjanike Kooperatiiv, som gav ut estnisk exillitteratur, bland annat:
- Bernard Kangro
- Arvo Mägi(de)
- Karl Ristikivi
- Valev Uibopuu